# Folimage
Folimage é uma empresa francesa de animação, situada em Valence, França. Seus filmes mais conhecidos são:
- Curta-metragem:
  - Le Moine et le poisson (O Monge e o Peixe, 1994), dirigido por Michaël Dudok De Wit.
  - Na kraju zemli (Ao fim do mundo, 1999), dirigido por Konstantin Bronzit.

- Média-metragem:
  - L'Enfant au grelot (O Natal de Charlie, 1998) dirigido por Jacques-Rémy Girerd.

- Longa-metragem:
  - La Prophétie des grenouilles (A Profecia dos sapos, 2003) dirigido por Jacques-Rémy Girerd.

A empresa possui uma escola de animação, La Poudrière (Loja de Pólvora), localizada em Bourg-lès-Valence.